# Памятник деспоту Стефану Лазаревичу
Памятник с записью о смерти деспота Стефана Лазаревича (серб. Споменик деспоту Стефану Лазаревићу) был установлен в 1427 году во дворе церкви Святого Пророка Ильи в селении Црквине, части деревни Марковаца, на территории городского района Младеновац. Памятник культуры.
Деспот Стефан Лазаревич (1377—1427) является сыном и наследником святого сербского князя Лазара Хребеляновича и княгини Милицы. После Ангорской битвы в 1402 году ему пожаловали титул деспота, высшего византийского титула после царского. Получение этого высокого титула означало символическое примыкание сербского государства к христианскому миру. В следующему 1403 году он провозгласил своей столицей, причисляя её к ряду наиболее важных европейских литературных центров. Во время правления деспота и правления его наследника Георгия Бранковича Сербия стала процветающих государством, возобновившим государственность, которая, подвергаясь беспрестанным османским атакам, продолжалась вплоть до 1459 года. В своей важнейшей задужбине, монастыре Ресава (Манасия), он организовал Ресавскую школу, европейский центр, в котором переводились и переписывались книги. Деспот сочинил многие литературные произведения, среди которых в частности выделяются «Слово о любви», поэтическое послание, в котором призывает на примирение своего младшего брата Вука.

## История
История о памятнике на месте смерти деспота Стефана Лазаревича уходит во времена, когда Белград, под правлением этого великого и благочестивого правителя, являлся центром торговли, ремесленного производства и дипломатии, рассадником искусства и литературы, а также исторической ареной крупных войн и страданий сербского народа. Уже спустя два года после Ангорской битвы, в которой он возглавлял непобежденное крыло тяжелой кавалерии, получив от византийского царя титул деспота и став независимым владетелем, деспот Стефан от венгерского короля принял в управление Белград. По словам его биографа Константина Философа, деспота очаровал Белград и его положение, который называл «самым красивым местом, древним могучим городом».
Хотя в государстве деспота беспрестанно звучал звон оружий, чередующийся то долгими то короткими периодами мира, Белград стал славиться по всей Европе как высокой дипломатией, которая была на уровне Венецианской республики и Византии, так и постоянной перепиской с знатными королевскими домами, так и торговлей, процветающей в мирные периоды жизни города. При дворе деспота, во Верхнем городе Белградской крепости все было устроено по высшим византийским стандартам и правилам. Однако, государство и деспот страдали внутренними беспорядками. Дворянство не благосклонно относилось к его успехам, упрекая его в сотрудничестве и близких отношениях с венгерским двором, а также на то, что с гордостью носил орден «золотого дракона».
Междоусобная борьба со знатью, возглавляемой младшим братом деспота Вуком Лазаревичем, превратилась в гражданскую войну. В моменты самых больших страданий, деспот Стефан высказал свои мысли, сочинив «Слово о любви», возвышенные стихи о братской любви. Герой на поле битвы, в братской любви великодушный, деспот Стефан был правителем с византийским благородством, излюбленным народом. Тактичность в деяниях, в частности с турецкими султанами, принесли ему долгий период мира, в котором он продолжал с усердием заниматься укреплением государственных границ для того, чтобы своему законному наследнику Георгию Бранковичу передал устроенное и стабильное государство. Однако, такой «идиллией» он не мог долго наслаждаться.

## Смерть деспота Стефана
Как это происходило у большинства европейских правителей и дворянства того времени, и деспот Стефан любил и то и дело заседлать коня, отправляясь в сопровождении свей свиты верхом на охоту в деревни под Белградом. Однажды, возвращаясь со венгерского двора, оказавшись вблизи места, известного под названием Глава или Главица, деспот остановил свою свиту, чтобы выехать на охоту. По привычке он протянул руку, чтобы на неё сел гриф, однако его тело отказалось повиноваться. Всей свитой было замечено что тело деспота кланяется, то в одну, то в другую сторону, видимо, что-то необычное происходило. Все хорошо знали о достойном поведении деспота на лошади, и поэтому с удивлением смотрели на свалившегося с лошади бессильного деспота.
По преданию, его внезапную гибель 19 июля 1427 года, ознаменовала мистическая гроза, в результате которой небо над Белградом стало чёрным и треск молнии перекрыл произнесенные тихо последние слова деспота: «Зовите Георгия, зовите Георгия». Смерть деспота воспринималась народом наподобие Страшного суда, как гибель, Судный день. Опасаясь от грядущих ненастий, вся деспотовина оплакивала своего великого правителя, на которого с самого начала правления полагалась, считая именно его «тем самым избранником новой эпохи». Смерть деспота ознаменовала самый сложный период истории сербского государства и народа — гибель деспотовины и лишение государственной идентичности.

## Возведение памятника

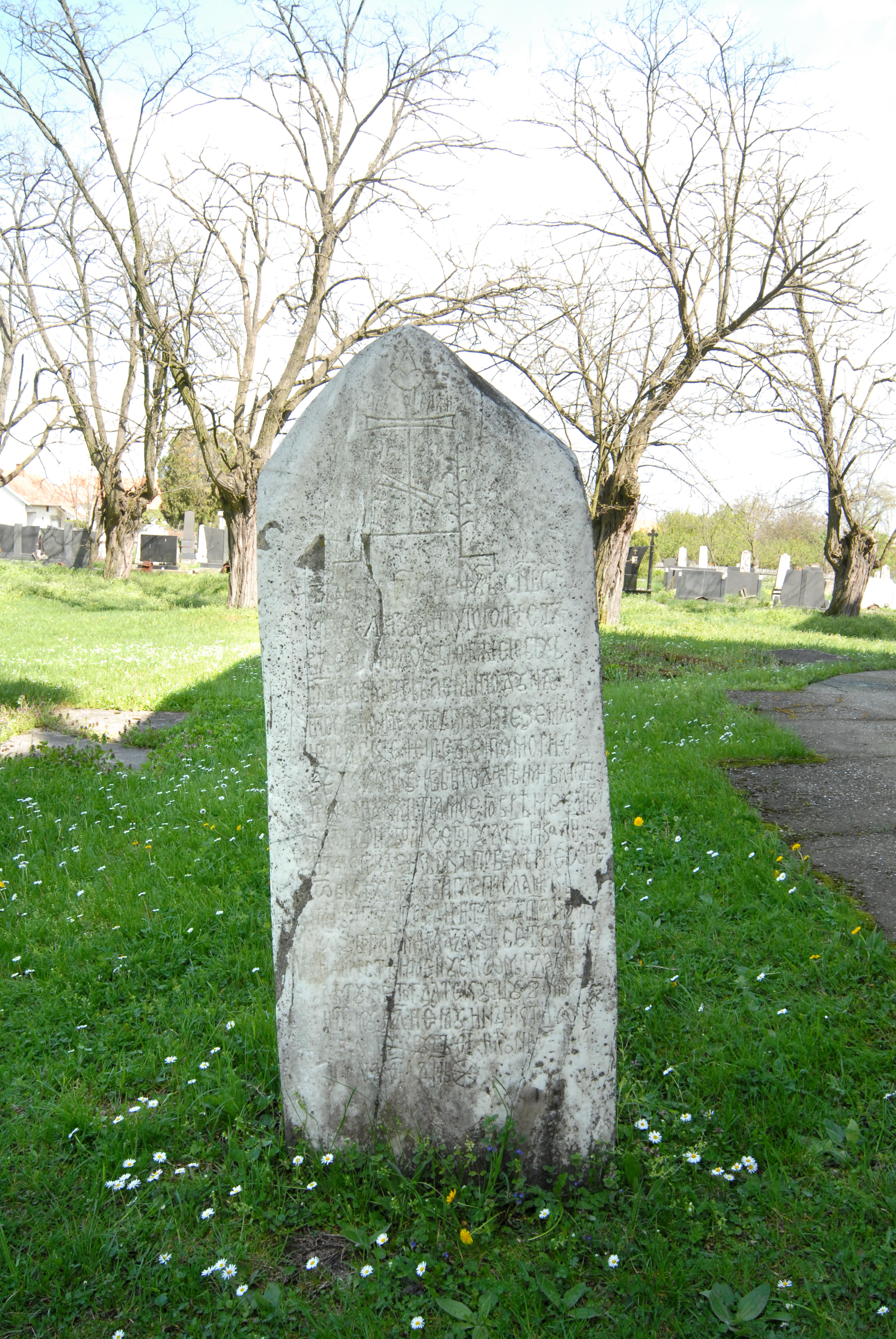
Памятник

Чтобы сохранить память об упокоении излюбленного и уважаемого правителя, установили каменную стелу на месте, где деспот свалился с лошади неподалеку от церкви, ктитором которой он являлся. Прощаясь со своим государем, его приближенные, которые в момент гибели находились в составе его свиты, возвели ему памятник из венчацского мрамора, записывая таким образом самые красивые слова своей лояльности и почтения. Из этих записей мы узнаем, что памятник воздвиг Георгий Зубрович, властелин области, к которой относился поселок Глава и рыцарь из свиты деспота. Равно как деспот был человеком высокого роста с достойным поведением, в связи с чем среди народа был известен как Высокий Стефан, памятник, выполненный форме обелиска, призван ознаменовать
возвышенность его правления и бессмертность его души.

## Надписи на памятнике
Выражением любовь и благодарность, наполненные искренней болью и печалью по поводу смерти правителя, проявляют надписи на остальных сторонах памятника: Благочестивый господин Стефан, добрый господин и Предобрый и милый, и сладкий господин деспот, о горе тому, кто его застал в этом месте мертвым. Все-таки, лучшая надпись, посвященная упокоившемуся деспоту, в форме эпитафии, находится на торцевой стороне памятника. Автором этих строк, по некоторым утверждениям, является поп Вукша, подпись которого находится на узкой стороне памятника, другие же считают, что эта надпись
является последним прощением большого друга и биографа деспота Константина Философа. Независимо от авторства эпитафии, посвященной деспоту, эти строки
представляют собой один из лучших текстов сербской литературы средних веков, а также достоверный исторический источник для изучения жизни деспота и его смерти. Сведения в надписях, в частности те, касающиеся земель, которыми он правил при жизни, продолжительности его правления и точном времени смерти, совпадают с указанными в биографии деспота. Рядом с эпитафией, как это было привычно в Сербии в средние века, высечено изображение Христова креста на Голгофе, символика которого напрямую связана с темой о страдании и мученичестве, а также нечеткое изображение оленя, намекающее о событии, происшедшем на охоте, в котором деспота постигла внезапная смерть.
Язык эпитафии относится к литературному роду средних веков, изобилующему украшениями, в котором преобладает торжественный тон, типичный для формы
надгробного памятника, воздвигнутого в честь знатной фигуры, особенно правителей. Являясь символом силы веры и рыцарского долга, памятник пережил бурные периоды сербской истории после смерти деспота до настоящего времени. Его прочность и сопротивление разрушительному воздействию времени, а также белизна его отшлифованных граней, представляют единственное уцелевшее напоминание о знаменитом правителе, поэте, подвижнике, ктиторе и мученике.
Эпитафия на торцевой, западной стороне памятника:
«Я, Деспот Стефан, сын святого князя Лазара и по преставлению того милостью Божией был государем всех сербов и Подунайских и Посавких земель и части венгерской земли и боснийской, да ещё Приморья зетского. И у богоданной мне власти провел дни своей жизни, сколько изволилось благому Богу, лет 38. Итак, пришла заповедь общая от царя всех и Бога, сказал мне посланный с небес ангел: Иди! Итак, душа моя од убогого отлучилась тела в месте, которое называют Глава, лета 6000 и 900 и 30 и 5, индиктионов 5, солнечных кругов 19, и лунных 19, месяца июля на 19 день.»
Остальные надписи:
«Благочестивый господин Стефан, добрый господин и Предобрый и милый, и сладкий
господин деспот, о горе тому, кто его застал в этом месте мертвым.»
Надпись на восточной стороне под крестом:
«Я Георгий Зубрович, грешный раб Божий, поставил этот камень.»
Надпись на узкой грани:
«Прости, Боже, попа Вукшу»

## Культурное наследие
Уникальный по своему содержанию и функции памятник представляет собой важное свидетельство для изучения истории, искусства и литературы средневекового Белграда и Сербии. Являясь одним из самых старых и знаковых памятников балканского культурного наследия, Памятник в месте смерти деспота Стефана Лазаревича охраняется с 1979 года, являясь памятником культуры особого значения для государства.
Памятник находится во дворе церкви Святого Илии Пророка, возведенной в 1886 году в месте бывшего когда-то сакрального сооружения, предположительно XV века. Согласно некоторым источникам, первоначальную церковь возвел в стиле сербско-моравской архитектуры, посвятив её Богу сам деспот Стефан Лазаревич. Церковь восстановлена в 1836 году, усилиями князья Милоша Обреновича, а иконостас для этой церкви построил в 1853—1854 годы. годы один из самых выдающихся иконописцев XIX века Димитрие Посникович. Восстановленная церковь использовалась вплоть до 1884 года, когда была снесена по причине разрушений, которым подверглась в результате землетрясения. На её месте в 1886 году построили

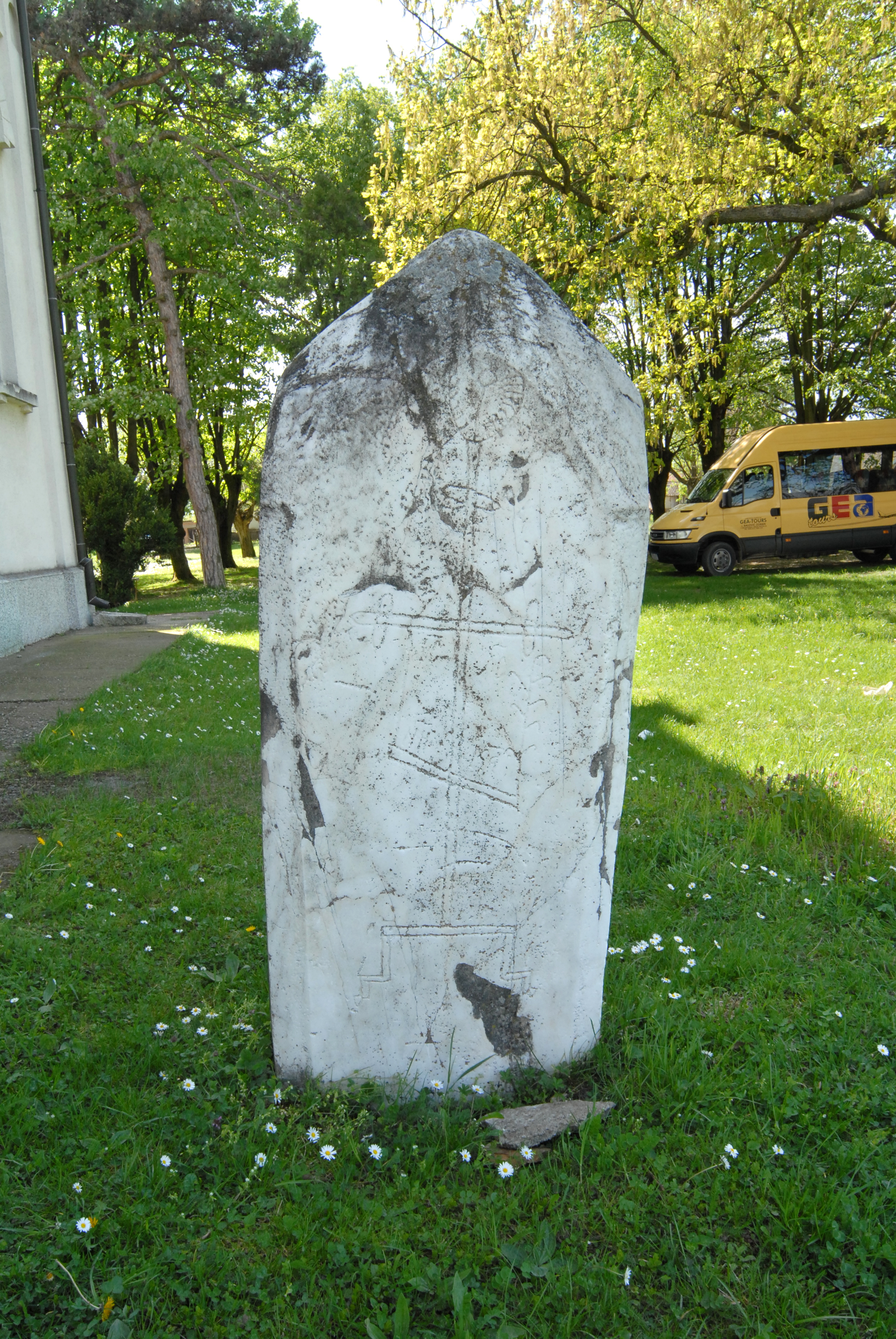
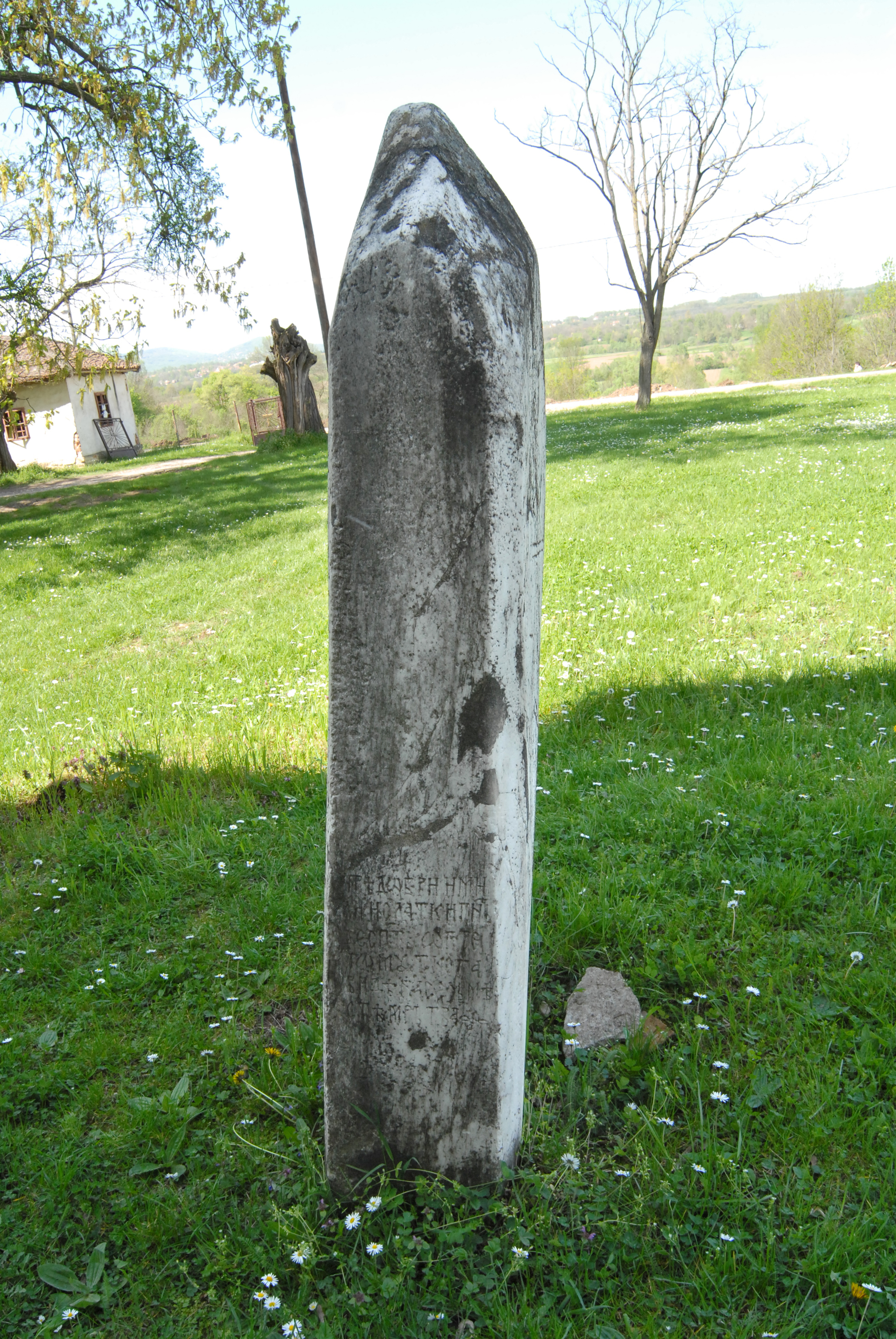
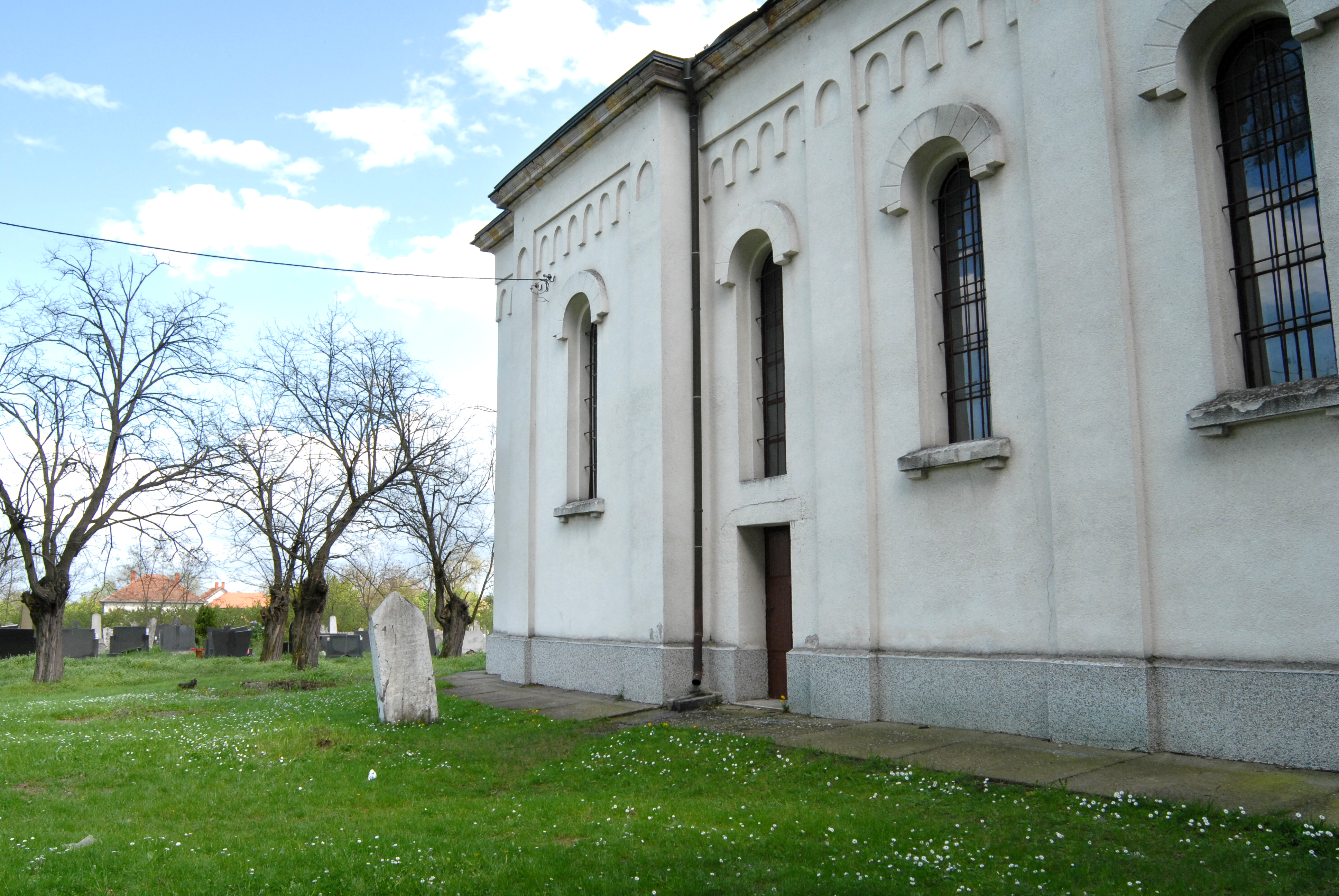
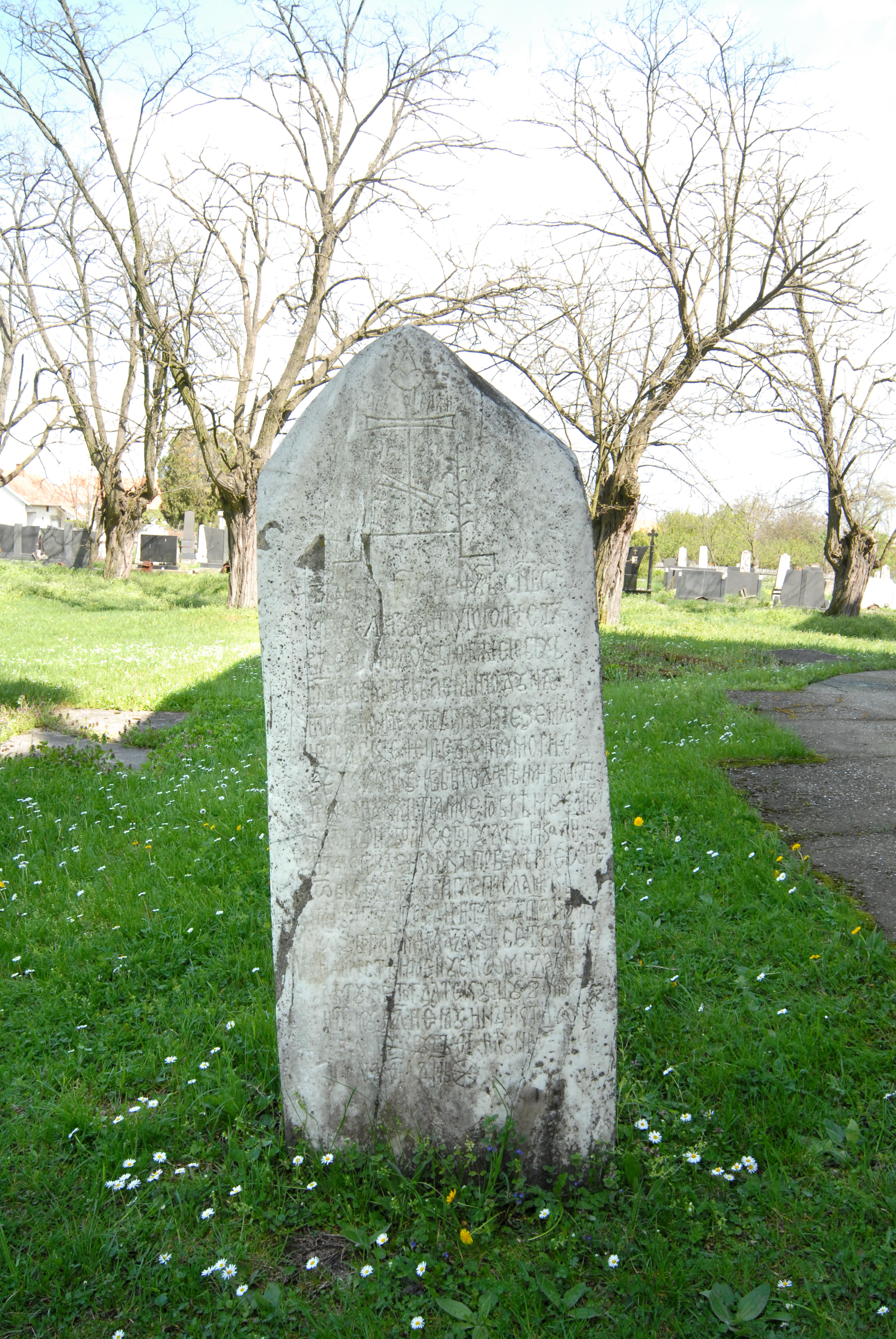

нынешний храм.